# Wilshire/Vermont
Wilshire/Vermont – podziemna stacja dwóch linii metra w Los Angeles - B i D znajdująca się na pograniczu dzielnic Mid-Wilshire i Koreatown przy skrzyżowaniu ulic Wilshire Boulevard i Vermont Avenue. Za stacją, w kierunku zachodnim, linie metra rozdzielają się na północ i zachód.
Na stacji znajduje się dwoje najdłuższych, ruchomych schodów w Kalifornii (w rzeczywistości na zachód od rzeki Missisipi).

## Połączenia autobusowe
- Metro Local: 18, 20, 51, 52, 201, 204, 352
- Metro Rapid: 720, 754
- Foothill Transit: 481
- LADOT DASH: Wilshire Center / Koreatown

## Galeria zdjęć

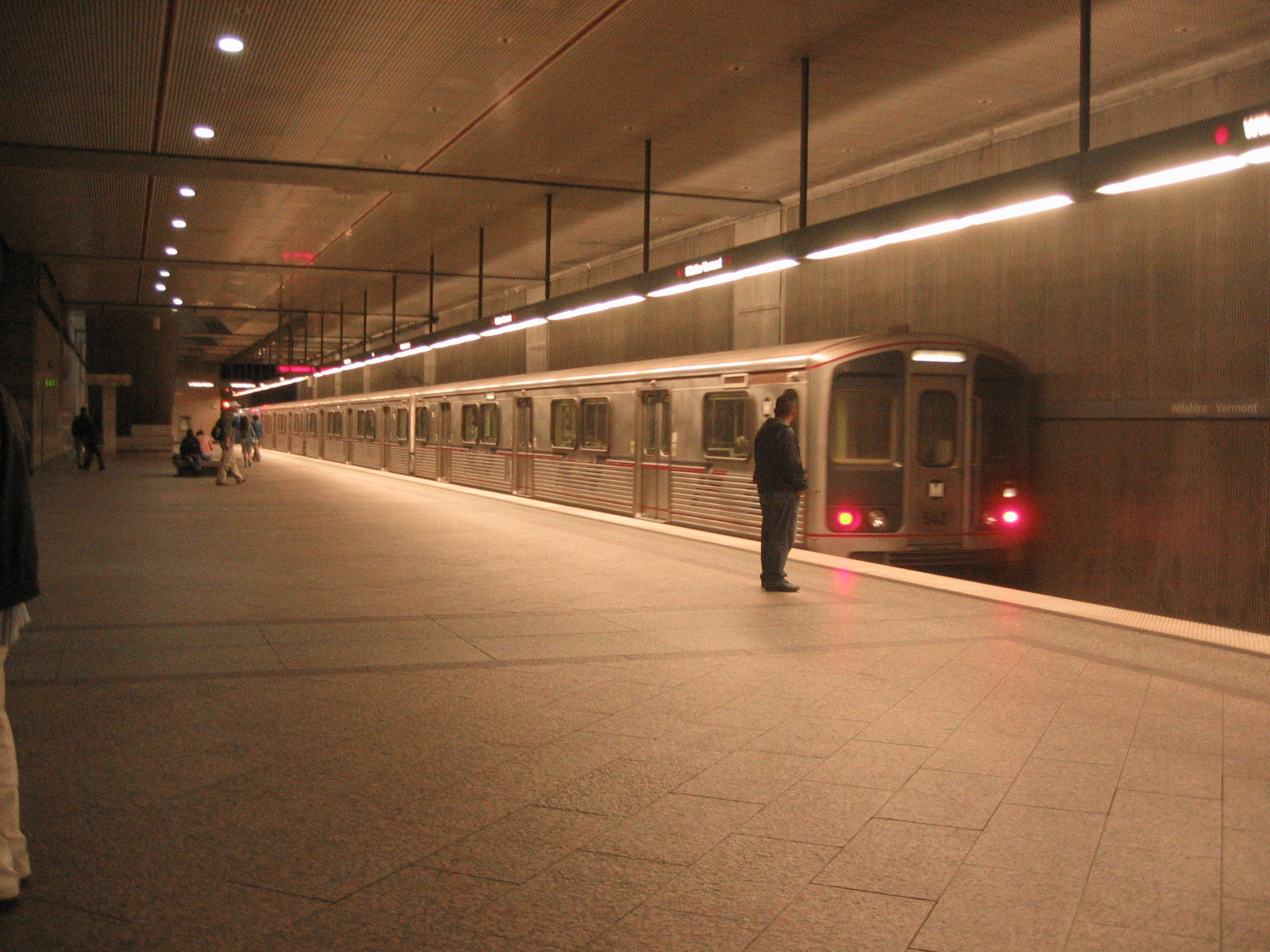
Widok na peron stacji leżący na dolnym poziomie w kierunku stacji North Hollywood (linia B) albo stacji Wilshire/Western (linia D)
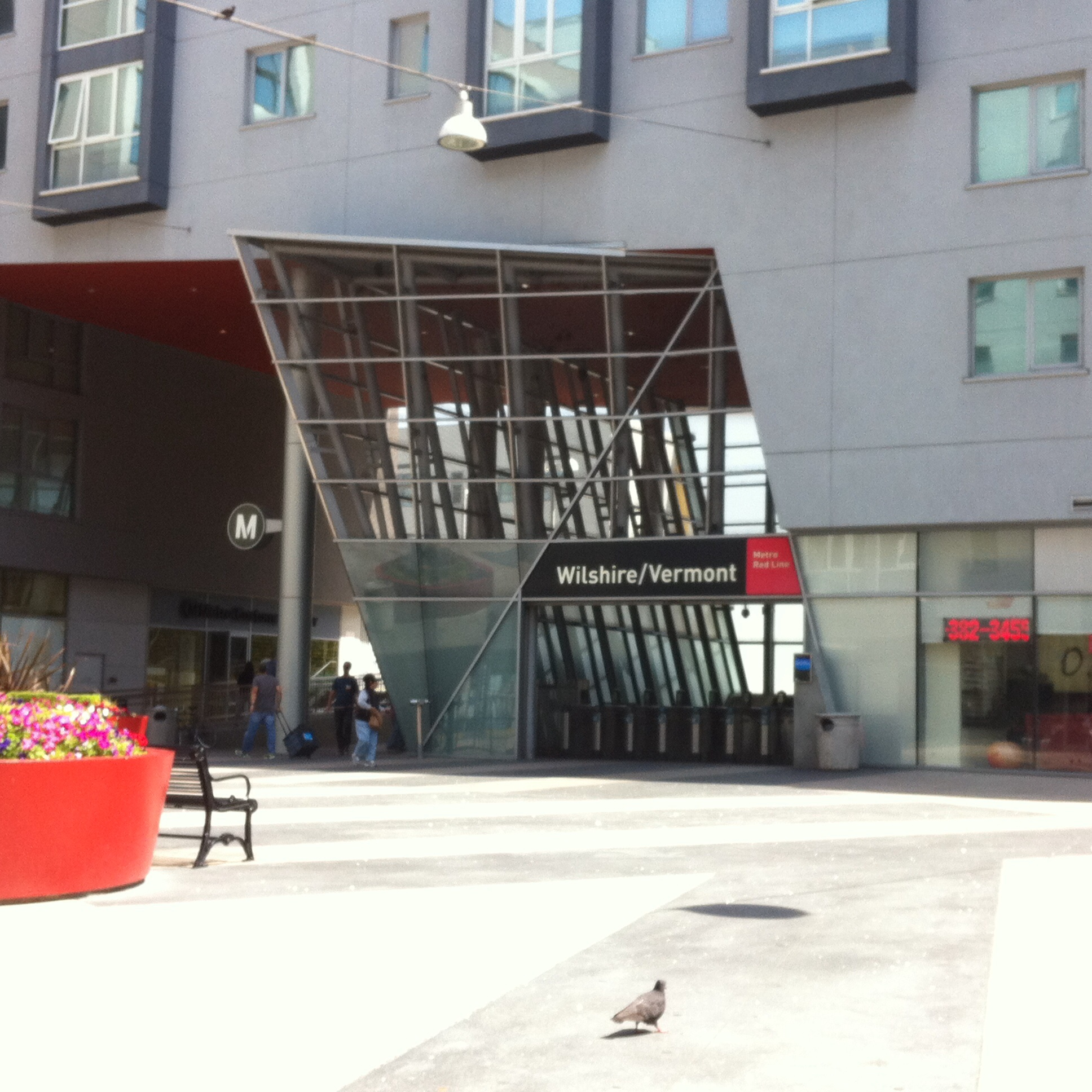
Główne wejście na stację
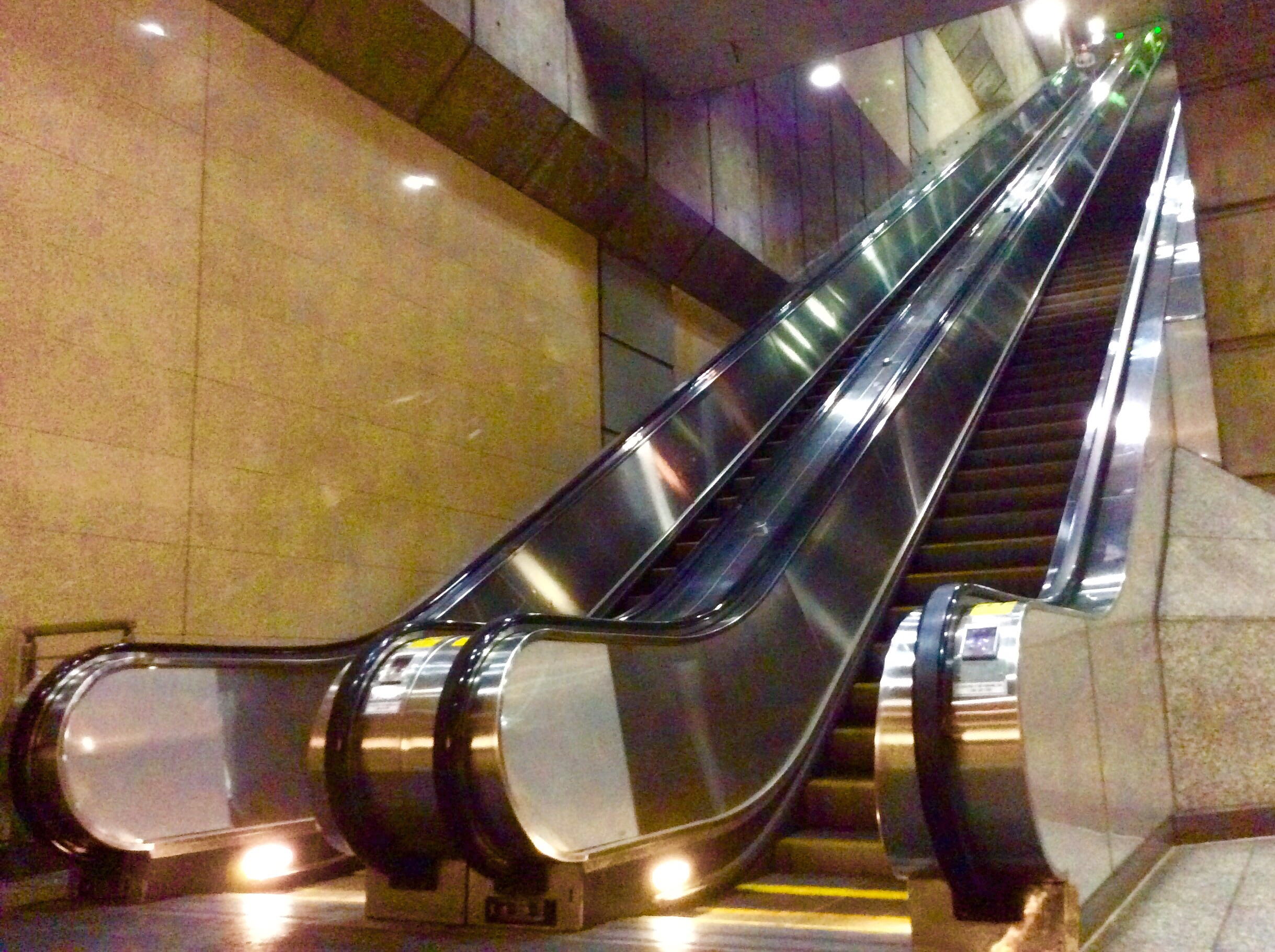
Schody ruchome
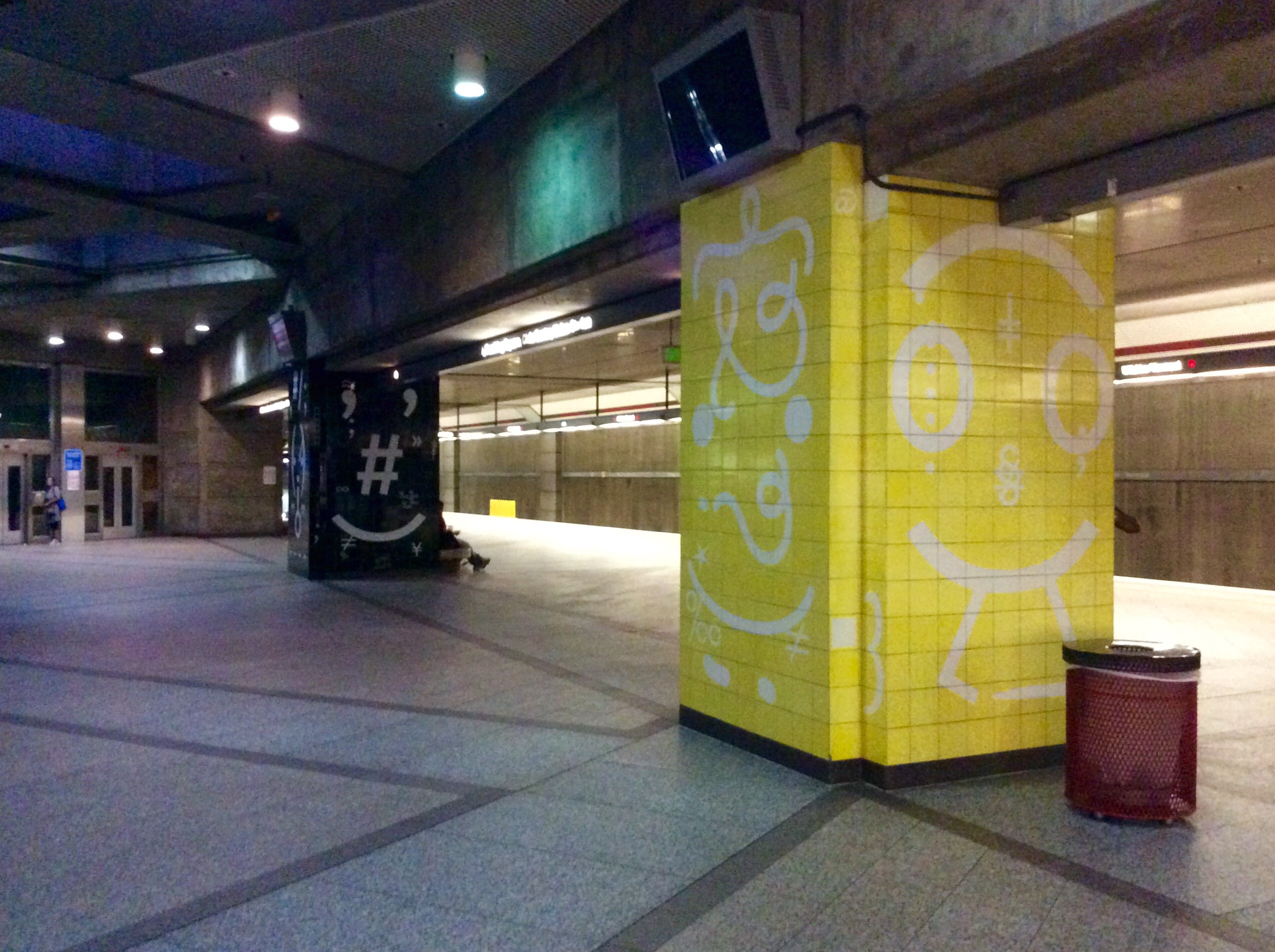
Artystyczne kolumny na górnym poziomie stacji
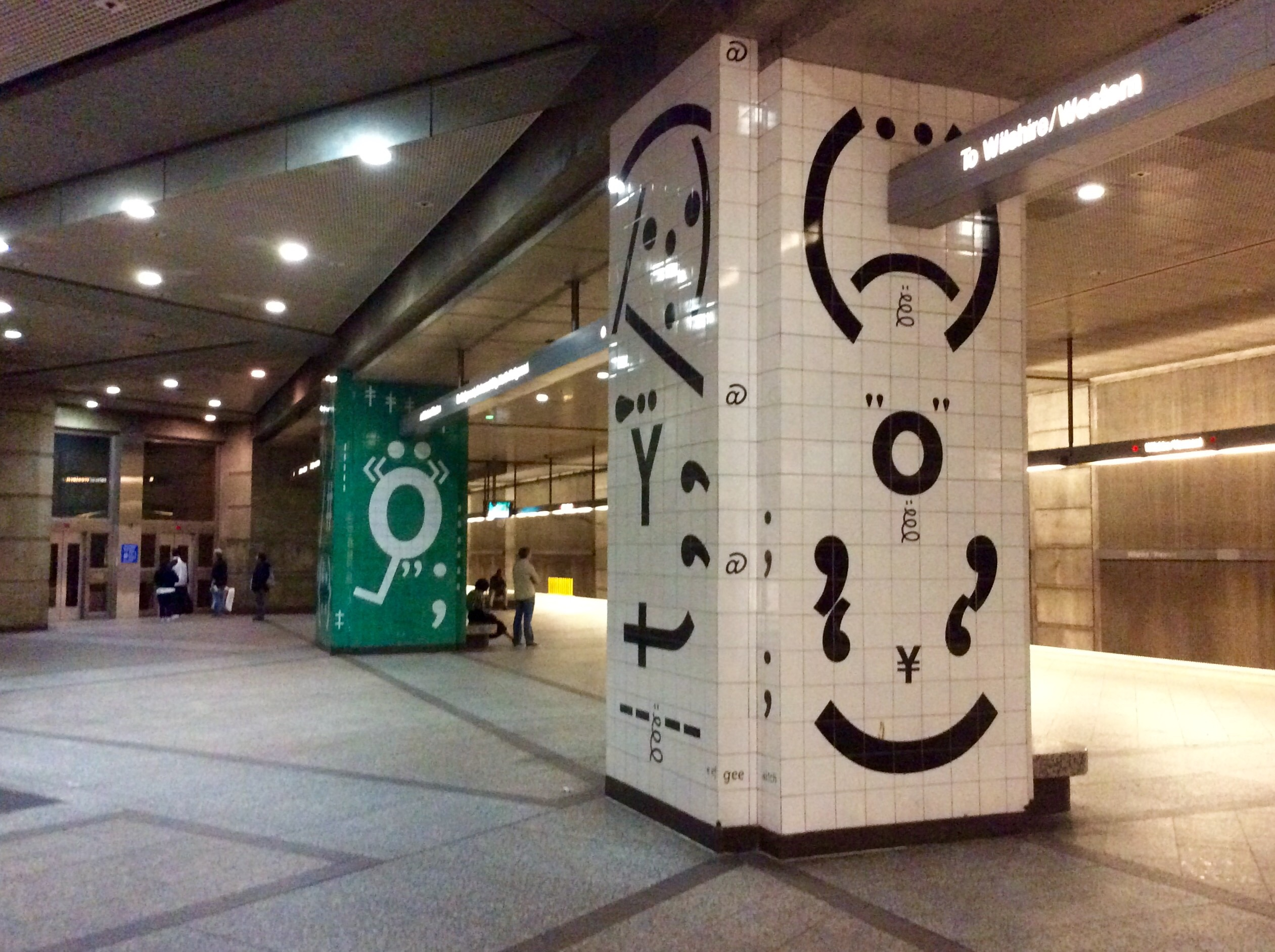
Artystyczne kolumny na dolnym poziomie stacji